# Yangzongnan Hengjie (köpinghuvudort i Kina, Yunnan Sheng, lat 24,82, long 102,97)
Yangzongnan Hengjie (kinesiska: Yang-t’sung-ch’eng, 阳宗, 阳宗镇) är en köpinghuvudort i Kina. Den ligger i provinsen Yunnan, i den sydvästra delen av landet, omkring 40 kilometer sydost om provinshuvudstaden Kunming. Antalet invånare är 24 429. Befolkningen består av 11 944 kvinnor och 12 485 män. Barn under 15 år utgör 21,0 %, vuxna 15-64 år 69 %, och äldre över 65 år 9,0 %.
Runt Yangzongnan Hengjie är det ganska tätbefolkat, med 179 invånare per kvadratkilometer. Närmaste större samhälle är Longcheng, 19,1 km väster om Yangzongnan Hengjie. I omgivningarna runt Yangzongnan Hengjie växer i huvudsak blandskog.
Genomsnittlig årsnederbörd är 1 007 millimeter. Den regnigaste månaden är juni, med i genomsnitt 216 mm nederbörd, och den torraste är januari, med 12 mm nederbörd.